# 開篷巴士

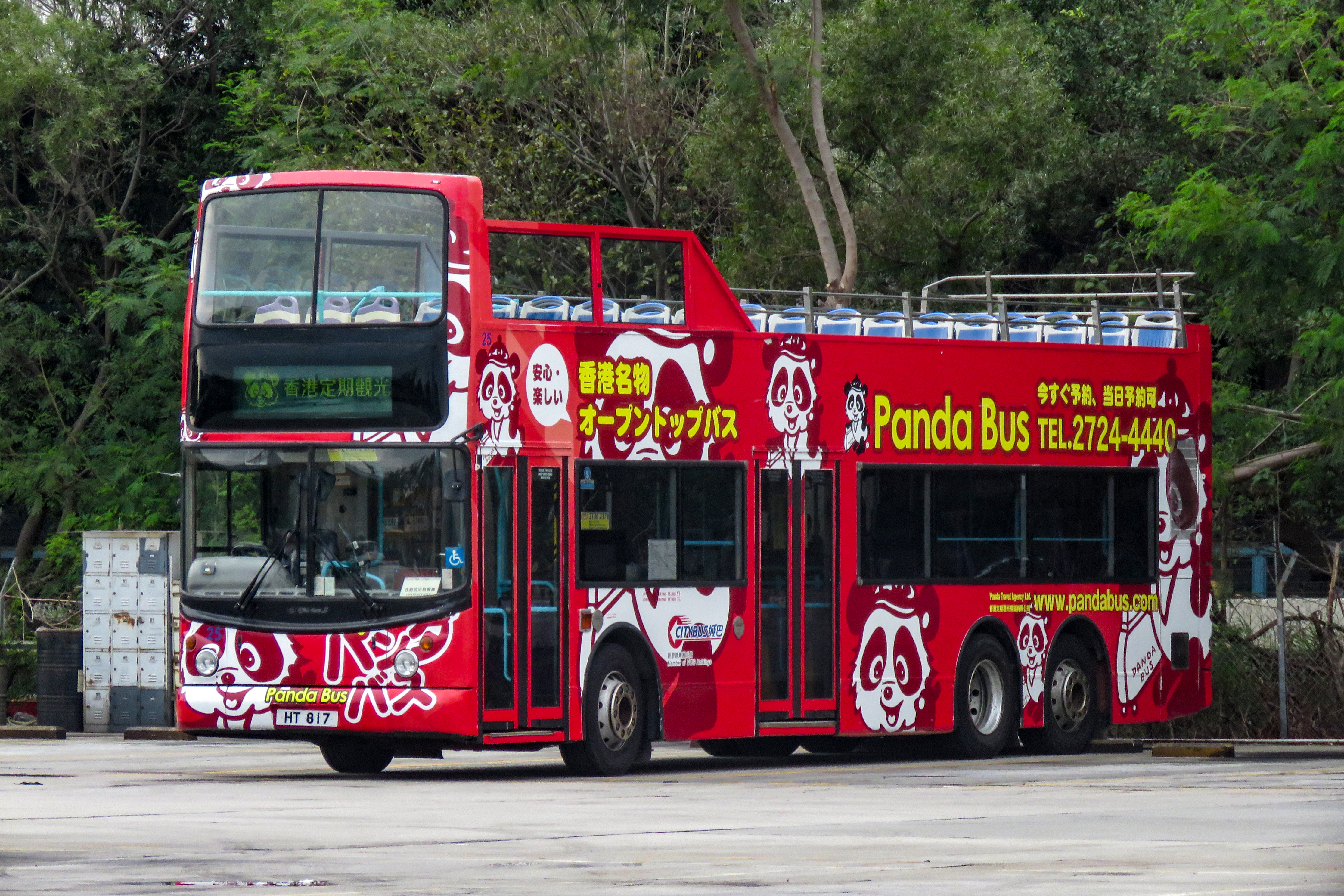
香港城巴的丹尼士三叉戟三型開篷巴士

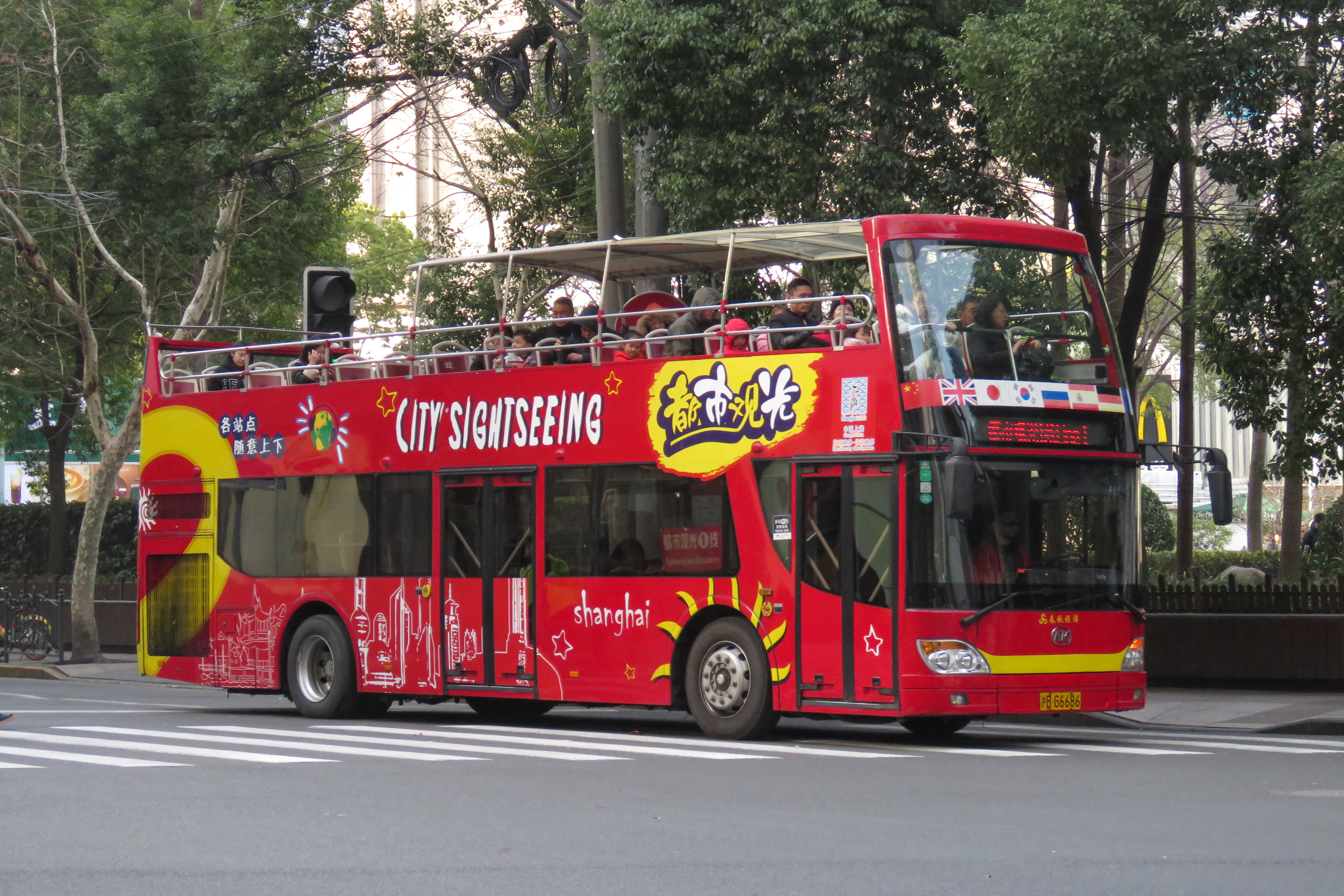
上海春秋国际旅行社的HFF6110GS-1型開篷巴士

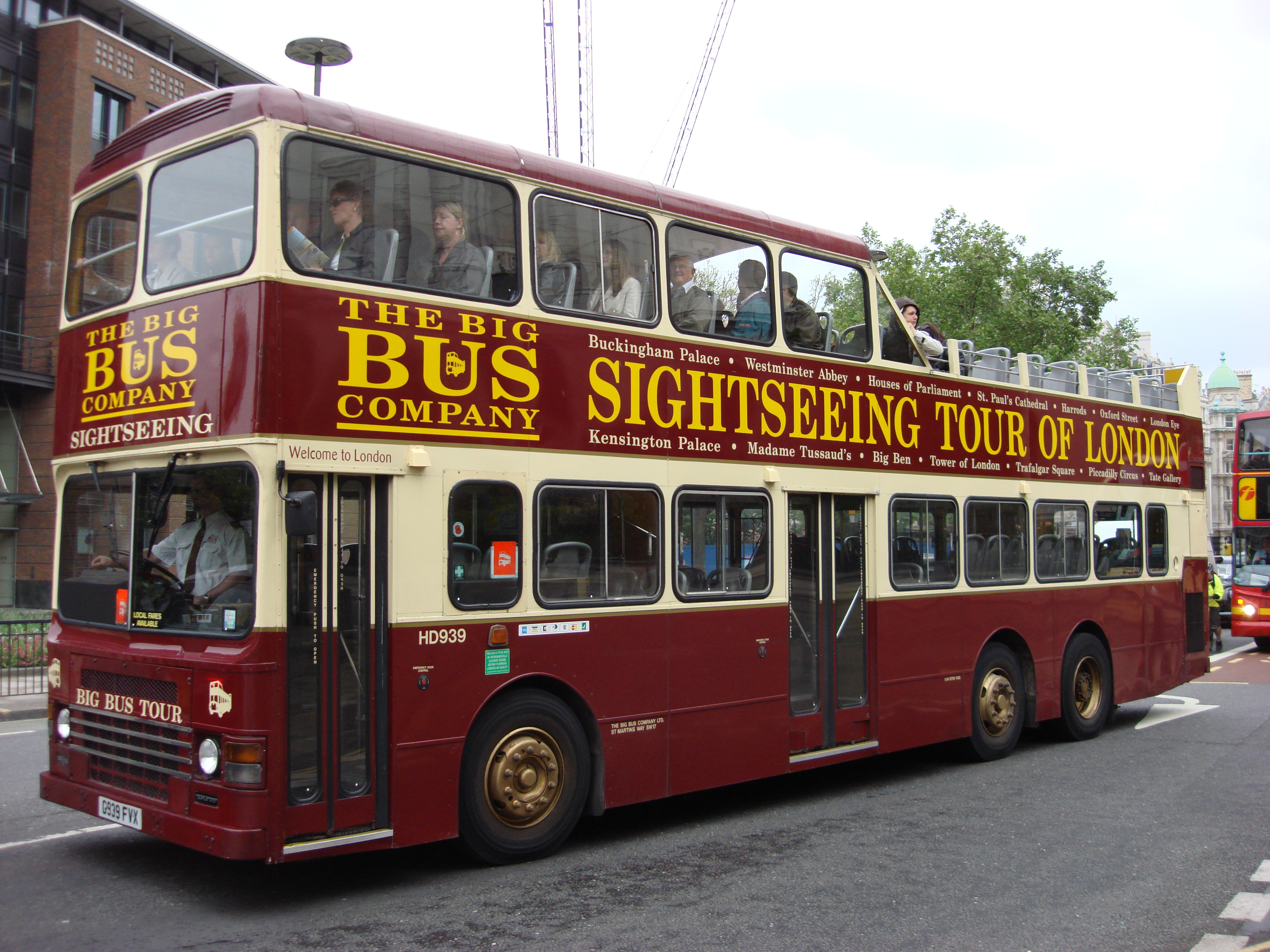
於倫敦行走的大巴士

開篷巴士多數用於觀光及遊覽用途，因車頂開篷，所以可以令乘客的視野更好。在香港，城巴亦提供開篷巴士租賃服務，世界著名的大巴士公司於2008年起在當地提供開篷巴士觀光服務。
以往的開篷巴士都不設空調，但隨著技術的進步，現時有部分雙層開篷巴士下層設有空調，有些是原裝下層設有空調的，有些則是由雙層空調巴士改裝。

## 外部連結
- 城巴巴士租賃 （页面存档备份，存于）
- 人力車觀光巴士 （页面存档备份，存于）
- 大巴士公司 （页面存档备份，存于）